# Scheldeprijs 2007
De 95e editie van de Scheldeprijs werd verreden op woensdag 18 april 2007 en ging over een afstand van 197 kilometer. De lange vlucht met drie renners bestond uit de Belgisch kampioen Niko Eeckhout, Kevin Van Impe en de Nederlander Koos Moerenhout. Het drietal werkte goed samen maar kreeg van het peloton nooit meer dan anderhalve minuut voorsprong. Ze werden gegrepen op iets meer dan tien kilometer van de aankomst.
Op vijf kilometer van de aankomst sprongen Nico Mattan, Gorik Gardeyn en Steven de Jongh nog weg. Ze werden gegrepen op twee kilometer van de streep en de massaspurt werd voorbereid. Daarin werd de Australiër Robbie McEwen alsnog geremonteerd door de Britse neoprof en baanwielrenner Mark Cavendish van T-Mobile, die daarmee zijn eerste profzege boekte. Gert Steegmans eindigde net als vorig jaar derde, voor Wouter Weylandt en Graeme Brown.

## Uitslag
| Scheldeprijs 2007 |                  |       |          |
| Plaats            | Naam             | Ploeg | Tijd     |
| Winnaar           | Mark Cavendish   |       | 4u09'00" |
| 2                 | Robbie McEwen    |       | z.t.     |
| 3                 | Gert Steegmans   |       | z.t.     |
| 4                 | Wouter Weylandt  |       | z.t.     |
| 5                 | Graeme Brown     |       | z.t.     |
| 6                 | Erik Zabel       |       | z.t.     |
| 7                 | Baden Cooke      |       | z.t.     |
| 8                 | Daniel Musiol    |       | z.t.     |
| 9                 | Steven Caethoven |       | z.t.     |
| 10                | Robert Hunter    |       | z.t.     |